# Harvest Records
Harvest Records – wytwórnia płytowa należąca obecnie do Capitol Music Group, założona w 1969 roku i działająca do chwili obecnej.
Harvest Records został powołany przez EMI w 1969 roku celu promowania muzyki progresywnej i konkurowaniu w tym obszarze z wytwórniami Vertigo oraz Deram. W Ameryce Północnej jej wydawnictwa były dystrybuowane przez  firmę Capitol Records, amerykański oddział EMI.

Nakładem wytwórni ukazały się m.in. tak bardzo znaczące w światowej fonografii albumy jak Dark Side of the Moon, The Wall, Wish You Were Here.

## Artyści związani z Harvest Records
- Pink Floyd
- Deep Purple
- Barclay James Harvest
- Electric Light Orchestra
- David Gilmour
- Richard Wright
- Scorpions
- Iron Maiden
- Babe Ruth
- Soft Machine
- Jeff Lynne
- Ron Wood
- Jon Lord
- Nick Mason
- Duran Duran
- The Move
- Focus
- Eloy
- Climax Blues Band(inne języki)
- Little River Band(inne języki)
- Mark-Almond
- Thomas Dolby
- Wizzard(inne języki)
- Triumvirat(inne języki)
- Death Grips